# EXO-CD24
EXO-CD24是以色列伊齐罗夫医院（Ichilov Hospital）的教授纳迪尔·阿尔伯（Nadir Arber）发明的一款新冠肺炎特效药。

## 药理
EXO-CD24是CD24蛋白与外泌体的结合体。CD24能够降低免疫系统作用，外泌体则是小的脂质囊泡，主要作为CD24的运输工具。该药物通过鼻腔吸入，主要作用于患者肺部，其原理是通过“免疫风暴”抑制剂，防止新冠肺炎患者免疫系统在攻击新冠病毒时摧毁患者的器官（这是新冠肺炎死亡的主要原因）。在遏制了免疫系统自我攻击后，集中力量攻击病毒的免疫力自己就可以完成自愈。

## 发展历程
- 2020年9月，以色列卫生部批准EXO-CD24开启临床试验。首批30名重症患者中有29人在经过5天治疗后全部治愈，无一例因药物出现严重的副作用。阿尔伯表示，当前实验的目的是验证该药物是否安全，直到目前，在一、二期实验的患者中没有发现任何明显的副作用。

- 2021年8月，以色列《耶路撒冷邮报》报道，由以色列伊齐罗夫医院教授纳迪尔·阿尔伯团队研制的抗新冠肺炎新药“EXO-CD24”二期临床实验再次取得积极成果，超过90%的参与实验的重症患者在5天内治愈出院。[1]

## 优势
EXO-CD24通过气管直接吸入肺部，使用外泌体技术低剂量局部给药，安全性高，暂未发现不良反应且效果显著。同时其易于生产，成本较低。